# Ågerup Sogn (Roskilde Kommune)
 For alternative betydninger, se Ågerup Sogn. (Se også artikler, som begynder med Ågerup Sogn)
Ågerup Sogn er et sogn i Roskilde Domprovsti (Roskilde Stift).
I 1800-tallet var Kirkerup Sogn anneks til Ågerup Sogn. Begge sogne hørte til Sømme Herred i Roskilde Amt. Ågerup-Kirkerup sognekommune blev ved kommunalreformen i 1970 indlemmet i Gundsø Kommune, der ved strukturreformen i 2007 indgik i Roskilde Kommune.
I Ågerup Sogn ligger Ågerup Kirke.
I sognet findes følgende autoriserede stednavne:
- Lille Valby (bebyggelse, ejerlav)
- Risø Huse (bebyggelse)
- Slæggerup (bebyggelse, ejerlav)
- Store Valby (bebyggelse, ejerlav)
- Ågerup (bebyggelse, ejerlav)